# レムシャイト

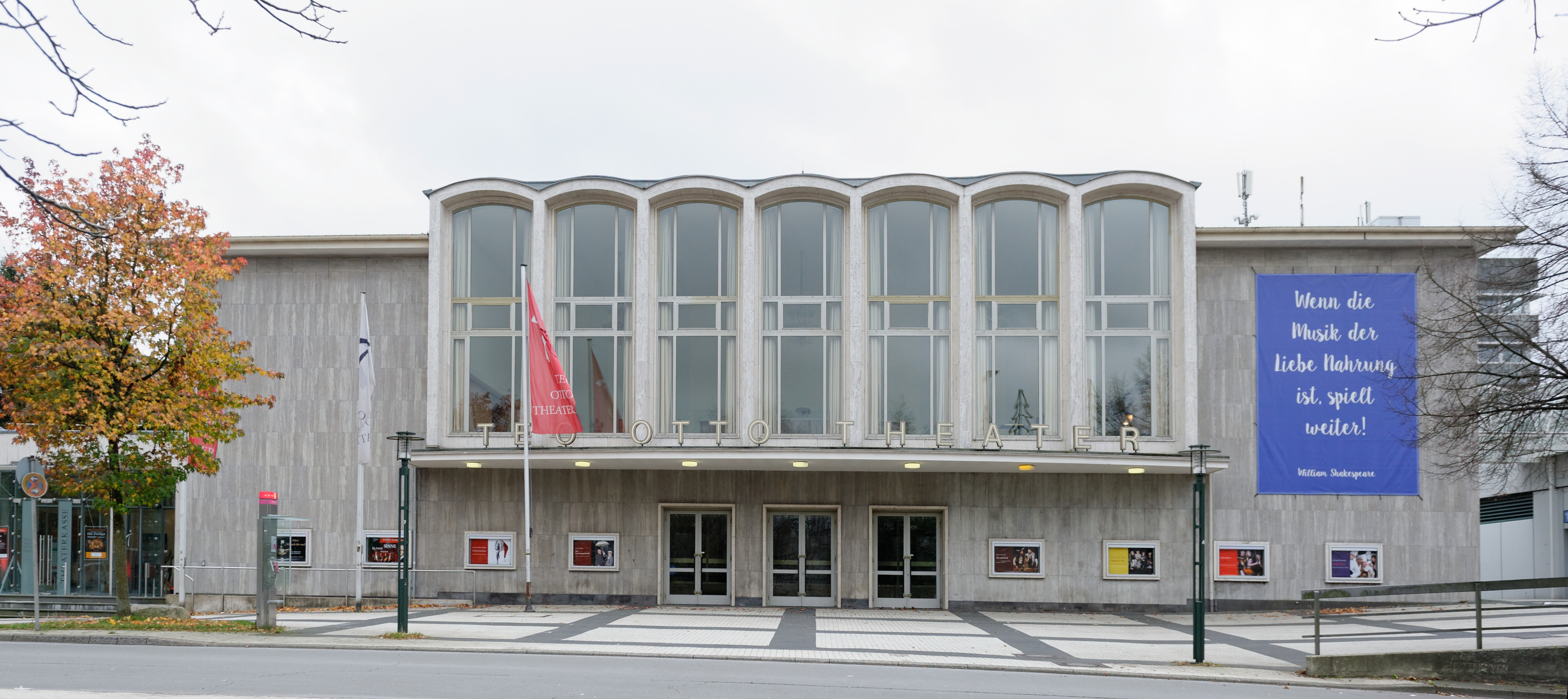
劇場

レムシャイト (Remscheid) は、ドイツ連邦共和国の都市。ノルトライン＝ヴェストファーレン州のデュッセルドルフ行政管区に属する。現在はレムシャイトの一部であるレンネップは、第1回のノーベル物理学賞を受賞したヴィルヘルム・レントゲンの出生地である。

## 地勢・産業
ルール地方に近い工業都市。近隣の都市としては、約10キロ西方にゾーリンゲン、10キロ北方にヴッパータール、20キロ南西にレーヴァークーゼンが位置している。

## 歴史
1808年、都市特権を得た（ただし、レムシャイトに合併されたレンネップは、1230年に都市特権を得ている）。第二次世界大戦において、1943年に激しい空爆を受けて街はほぼ破壊された。その後、戦後に復興を果たして現在へと至る。

## 交通
レムシャイト・ゾーリンゲン間の鉄道路線において、地上から約107メートルに位置するミュングステナー橋 (Müngstener Brücke) があり、ドイツ内の鉄橋では最も高い。

## 姉妹都市
- - カンペール、フランス
- - ワンスベック、イギリス
- - プレショフ、スロヴァキア
- - ピルナ、ドイツ